# 正義の味方 (ゲームソフト)
『正義の味方』（せいぎのみかた）はソニー・コンピュータエンタテインメントから2001年11月15日に発売されたPlayStation 2専用ソフトである。

## 内容
本作は「30分間という限られた時間の中でいかに正義の味方らしい行動ができるか」ということをテーマとしており、ヒーロー番組をモチーフとしている。
30分以内に怪人に敗退したり、ミニゲームに失敗するなど、番組中で正義の味方らしくない行動をした場合は、視聴率が低下するが、番組は続行される。目標視聴率を低下した状態で番組を終了すると、打ち切りとなり、実質上のゲームオーバーを迎える。

## 登場人物
水原光一
声：藤原啓治
22歳（攻略本によると20歳）。身長181cm、体重68kg。ジャーナリストを目指して只野市に来たが、引っ越して早々大きな事件に巻き込まれたことにより、ニビル星人アジャラからもらったブレスレット『フォースクリスタル』の力でヒーローへと変身して只野市の平和を守る。
正義感が強く、困っている人を助けることに喜びを感じる。可愛い女の子には弱い。2枚目半。ニュースキャスターのやよいの大ファン。趣味は安くておいしい料理作り、好物は大根の葉の炒め物。
結城やよい
声：岡村明美
22歳。身長162cm、体重47kg。喫茶店HAPPYのマスターである結城幸次郎の1人娘で、只野市のローカルテレビ局に出演しているフリーの売れっ子ニュースキャスター。勝ち気な性格で、非常に行動力ある女性。ヒロインに変身する。ヒーローが怪人に敗退した場合彼女が怪人にとどめを刺す。
趣味はスポーツ全般(特にサッカー)、好物は父が作る特製カレー。
藤井小夜子
声：松井菜桜子
19歳。身長159cm、体重52kg。喫茶店HAPPYのアルバイト。あだ名は「サヨちゃん」。熱中するとそれしか目に入らなくなるタイプ。趣味はゲームとダイエット。好物はヤンバーガーのやりすぎバーガー（写真を見る限り一般に販売されているハンバーガー4個分はあるサイズで188円というやりすぎな設定から来ているらしい）。
結城幸次郎
声：辻親八
48歳(攻略本によると43歳)。身長185cm、体重90kg。もともとは刑事だったが、退職後は趣味で喫茶店HAPPYを経営しており、周りからはマスターと呼ばれている。もうひとつの趣味はマラカスであり、刑事の頃コンビを組んでいた新田刑事からはそれにちなんで「マラカス」と呼ばれているものの、本人は気に入っていない。光一の正体を第1話から知る人物である。好物はカレー。
新田義彦
声：宝亀克寿
50歳。身長156cm、体重54kg。只野署の警務課に所属する敏腕刑事。役職につくのを嫌い、自ら現役刑事を続けている。長年只野市に住んでいるが、なぜか出身地の広島弁が抜けきらない。趣味は囲碁。好物はお好み焼き。
アジャラ
声：沢海陽子
身長60cm、体重5kg。光一、やよい、醍醐にフォースクリスタルを渡し変身能力を与えた、カモノハシ似の宇宙人。地球から何万光年離れたニビル星からやってきた。趣味はエアロビ。好物はネギ。
楠木多聞
声：中博史
第2話より登場。サイバネティックス研究の第一人者で、その手の世界では有名な人物。「タモン博士」または「ドクタータモン」と呼ばれている。現在は街はずれの洋館に住んでいて、助手のタマ吉と日夜研究に明け暮れている。
タマ吉
第2話より登場。タモン博士が作った助手ロボット。しかし、何故か生意気な性格になってしまい、タモン博士や光一にはいつも憎まれ口を叩いている。そのせいか作中では蹴られたり、吹き飛ばされたりと散々な目に遭っていた。

## 登場する正義の味方
主人公
本作主人公である水原光一が変身するヒーロー。当初は徒手空拳で戦っていたが、タモン博士から手に入れた必殺技チップにより様々な必殺技（主に剣や銃）を使用することが出来るようになる。外見やカラーリング、ヒーローとしての名前を自由に設定することが出来る。
ヒロイン
主人公より以前から只野市を守っていた女性ヒーロー。主人公のパーツ選択に応じて外見、名前が変化する。
ナイトレイド
15年前に只野市を守っていたヒーロー。タモン博士から手に入れる必殺技チップは、本来はこのナイトレイドが用いていたもの。

## ゲネス
世界征服を目論む悪の組織。只野市を舞台にさまざまな悪行を働く。活動は普通の犯罪行為から、地味な清掃活動まで行い、特撮番組では珍しく、計画性が強い。構成員のほとんどが人造人間や改造人間である。
ダークレディ
声：沢海陽子
第一話から登場するゲネスの女幹部。ゲネスに忠誠を誓う以前の記憶を無くしている一方、年齢のことを気にしている。
ダークブレイド
声：小野健一
時折現れては主人公を手助けする正体不明の剣士。主人公は、彼こそ15年前に戦っていたナイトレイドその人ではないかと考える。
首領
声：宝亀克寿
ゲネスの首領。
ゲネソルジャー
ゲネスの戦闘員。割とおっちょこちょいで憎めない所もある。
ゲネコマンダー
ゲネソルジャーの中から優秀な素養を持った人物は指揮官であるゲネコマンドに昇進する。色が赤く、3倍働いて3倍強いとの本人談。
金融怪人 ビッグバンマネー
ゲネスの活動資金を得るために、只野銀行で強盗を行った怪人。豚（貯金箱）と、がま口財布を組み合わせたような姿をしている。
捜索怪人 ゴキサーチ
住宅街にて、ストーカー行為をしていた怪人。ゴキブリのような姿をしている。普段は透明化して姿を隠す事ができるほか、町中のゴキブリを支配することもできる。
菜食怪人 ベジタブラス
只野町にある野菜を食べつくし、町中をパニックに陥らせた怪人。青虫のような姿をしている。
変態怪人 バタフラクィーン
ベジタブラスがパワーアップした姿。蝶のような姿をしている。ボンデージファッションにSMをイメージしたセリフのためか、子供には刺激が強すぎるという苦情が寄せられた。
ゲーム怪人 バグメイカー
只野町のゲームセンターに潜伏し、業務用ゲーム機によって人々を電波で操っている隙にヒーローの衣装を着せ、100円を恐喝させることによってヒーローの評判を落とさせた。ロボットと、業務用テレビゲームの筐体のような姿をしている。
ゲーム怪人 バグメイカーII
バグメイカーがバックアップと呼んでいた怪人で、こちらは家庭用ゲーム機を通じて人々を操ろうとしていた。部下のゲネソルジャーを顎で使う。バグメイカーは、カラーが黒だが、こちらはシルバーになっている。
焼却怪人 ゴミバーナー
只野町のゴミを回収し、住人たちの信頼を得ることと、ゴミを焼却することによって力を得ることができる怪人。無差別に物を燃やすため、排熱や有害物質の発生により公害を起こすという付加効果もある。焼却炉のような姿で、右腕が火炎放射器になっている。計画は一旦成功しそうに見えたが、自由に生きたいという思いから命令を無視したために、計画が狂ってしまう。
ケータイ怪人 モバイルデモン
戦闘員補充のために、携帯電話を通じて人々を洗脳して連れ去り、ゲネソルジャーにしようとした。初期型の携帯電話のような姿をしている
ちなみに、ゲネソルジャーにされた人々は、改造装置を逆転作動させると元に戻った様子。
吸血怪人 トマトヘッド
幹部候補として選ばれた怪人で、その名の通り、頭がトマトである。赤い物を飲むとパワーアップするため、只野町の血液センターやスーパーを襲撃し、血液やトマトジュースを強奪しようとした。また、病院の医師たちも誘拐し、血液を搾取しようとするも、ヒーローによって阻止される。
毒液怪人 ドクリキッド
多聞が作り出した究極の怪人。最終段階として、優秀な頭脳を入手することになっていたが、首領の手によって、多聞自身が怪人の素材にされてしまう。
以下に登場する怪人は、本来のシナリオとは別に用意された裏ルートが初登場である。
納涼怪人 ボンダンス
神輿、面、提灯、山車、法被など祭りに関連する物を組み合わせたような姿をしており、盆踊りによって他の人を踊らせることができる。公園の祭り会場にて放火をしていた。
外食怪人 デスバーガー
ハンバーガーの姿をしており、肩にフライドポテトとドリンクの紙コップが装備されている。ヤンバーガーに現われて食事をしようとしていたところでヒーローに遭遇したため、どんな悪さをしようとしたのか不明。
電波怪人 テレゴースト
テレビのモニターのような姿をしており、度々キューサインを行う。電波ジャックを行っていた。
メルヘン怪人 ダークミラー
魔法少女のような姿をしており、鏡がついた杖を使う。友達欲しさに人々を別世界へ連れ去ってしまっていた。